# Karl-Ludvig Bugge
Karl-Ludvig Bugge (1 de septiembre de 1915-31 de agosto de 1987) fue un actor, guionista y periodista de nacionalidad noruega.

## Biografía
Nacido en Oslo, Noruega, su nombre completo era Karl Ludvig Erlingsøn Bugge. Estudió en la Escuela Frogner, siendo presidente de la celebración estudiantil Russefeiring de dicha escuela en el año 1934. 
En 1941 escribió una obra teatral para el Centralteatret, Fortunas sønn Peter, en la cual hizo un pequeño papel. Tras la Segunda Guerra Mundial, combinó el trabajo periodístico en el periódico Morgenbladet con ocupaciones como actor y dramaturgo en el Centralteatret. Su última obra, Det kunne ha vært deg, se representó en más de 150 teatros en diferentes lugares de los países nórdicos. Esa misma comedia fue adaptada al cine en 1952 con el mismo título. Además, actuó en la película de 1955 Bedre enn sitt rykte.
A partir de los años 1950 escribió en el Aftenposten utilizando el pseudónimo "Tittern". Fue además secretario de prensa del Nationaltheatret durante cinco años, y mayordomo del club de caballeros Det Norske Selskab a lo largo de veinte años. Su último libro, editado en 1978, fue Bekkimellom.
Karl-Ludvig Bugge falleció en 1987, a los 72 años de edad. Había estado casado con la actriz Wenche Klouman.

## Filmografía
- 1952: Det kunne vært deg (obra de teatro y guion)
- 1955: Ute blåser sommervind (guion con Ragnar Arvedson a partir de la novela de Per Bang)
- 1955: Bedre enn sitt rykte (actor)

## Obra dramática[4]
- 1952: Det kunne vært deg

## Actor teatral
- 1941 : Fortunas sønn Peter[5]
- 1947 : Adam og hans guder. Estreno en el Centralteatret en 1947.[6]
- 1951 : Det kunne vært deg. Estreno en el Centralteatret el 6 de febrero de 1951.[7]
- Kunsten å leve

## Adaptaciones
- 1944 : Blink går over alle grenser, a partir de la obra del mismo título de Lars-Levi Læstadius. Estrenada en el Det Nye Teater el 8 de noviembre de 1944.[8]
- 1945 : Seks kamerater, adaptación de la pieza The Hasty Heart, de John Patrick. Estrenada en el Det Nye Teater el 15 de noviembre de 1945.[9]
- 1955 : Gressenkemannen. Adaptación de la obra de George Axelrod The Seven Year Itch. Estrenada en el Centralteatret el 9 de agosto de 1955.[10]
- 1957 : Hva vet mamma om kjærlighet?. Adaptación de la pieza de William Douglas-Home The Reluctant Debutante (1955). Estrenada en el Centralteatret el 10 de octubre de 1957.[11]
- 1957 : Mr. Jones banker på. Adaptación de la obra The moon is eating us, de J. B. Priestley. Estrenada en el Centralteatret el 5 de diciembre de 1957. En esta producción también actuaba Karl-Ludvig Bugge, encarnando a Malcolm Weedon.[12]
- 1960 : Janus. Versión original, con el mismo título, escrita por Carolyn Green. Estrenada en el Teatro de Trøndelag el 25 de noviembre de 1960.[13]